# Wariatek smolisty
Wariatek smolisty (Noturus baileyi) – endemiczny gatunek słodkowodnej ryby sumokształtnej z rodziny sumikowatych (Ictaluridae). W drugiej połowie XX wieku został uznany za gatunek wymarły, ale odkryto go ponownie w innej lokalizacji i reintrodukowano.
Jest to niewielka ryba o przeciętnej długości około 5 cm. Największe osobniki dorastają do około 7 cm długości całkowitej. Ma smukłe ciało i płaską głowę. Ubarwienie oliwkowo-brązowe z tyłu i po bokach oraz białe z żółtym w dolnej części. Płetwy są jasne lub żółte do ciemnobrązowych. Płetwa tłuszczowa jasna lub żółta
Noturus baileyi został odkryty w dolnym biegu strumienia Abrams Creek, dopływu Little Tennessee na terenie Parku Narodowego Great Smoky Mountains w Stanach Zjednoczonych. W 1957 roku, w celu zwiększenie łowiska pstrąga, obszar ten został zalany przez zbiornik Chilhowee Dam, co doprowadziło do zniszczenia większości lokalnej ichtiofauny. W 1980 roku w innym strumieniu odkryto małą populację (poniżej 1000 osobników) tego gatunku. Podjęta próba reintrodukcji do Abrams Creek zakończyła się powodzeniem. Wariatek smolisty został wpuszczony również do rzeki Tellico. Wszystkie trzy ze znanych subpopulacji uznawane są za stabilne.
Wariatek smolisty zasiedla czyste, wartkie wody nad dnem złożonym z zaokrąglonych kamieni lub żwiru. Żywi się bezkręgowcami. Samice dojrzewają płciowo w drugim roku życia. Tarło odbywa się latem. Gniazda znajdowano pod dużymi płytami skalnymi. Przewidywana długość życia osobników tego gatunku wynosi 4 lata.